# Challenge response-authenticatie
Een challenge response-authenticatie is een verzamelwoord voor verschillende computerprotocollen waarbij een partij de vraag (challenge) stelt en de andere partij het antwoord (response) geeft, om zichzelf te authenticeren tegenover de eerste partij.
Een voorbeeld voor challenge response authenticatie is het authenticeren met een wachtwoord, waarbij de challenge de vraag voor het wachtwoord is en de response het juiste wachtwoord is. Een ander voorbeeld met challenge response-authenticatie is met een smartcard, zoals bij internetbankieren. De gebruiker tikt de challenge in op de smartcard en stuurt de response terug die de smartcard heeft berekend.
Dit wordt ook wel one-way-authenticatie genoemd, omdat er maar een partij is die zich authenticeert. Situaties waarbij twee partijen elkaar authenticeren worden ook wel two-way authenticatie genoemd.